# Миклош Ратот
Миклош I Ратот (венг. Rátót nembeli (I.) "Vecse" Miklós; умер после 1308 года) — венгерский дворянин на рубеже XIII—XIV веков, который служил главным виночерпием с 1293 по 1296 год. Он был родоначальником дворянской семьи Путноки.

## Жизнь и карьера
Миклош I родился во влиятельном и знатном венгерском роде (клане) Ратот. Сын Оливера I Ратота, ишпана графства Пилиш, и внук Доминика I Ратота, который был убит в битве с монголами в долине Мохи в 1241 году. У Миклоша было два брата, Рейнольд III и Янош, и сестра, которая вышла замуж за крупного барона Рейнольда Бастели. Миклош Ратот был предком рода Путноки по линии трех его сыновей — Рейнольда, Ладислава и Яноша («Глухого»). Семья Путноки угасла во второй половине XV века.
Миклош Ратот впервые появился в исторических актах записях в 1275 году. Во время политического кризиса 1280 года король Ласло IV принял новые законы против куманов (половцев) под давлением римско-католической церкви. Однако многие куманы решили покинуть Венгрию вместо того, чтобы подчиниться требованиям папского легата Филиппа. По пути к границе они разорили и разграбили множество поселений и поместий. Миклош и его двоюродные братья Роланд II, Дезидерий и Ратольд II успешно защищали цистерцианский монастырь в Эгресе (современный Игриш в Румынии). После этого Миклош и несколько других членов клана Ратот участвовали в королевских военных походах против половцев.
Вместе со всей родней, Миклош Ратот был верным сторонником короля Андраша III (1290—1301). За свою верность он был назначен главным виночерпием летом 1293 года. Он служил в этой должности по меньшей мере до октября 1296 года. В последнем случае его также называли ишпаном графства Шатмар. Миклош исчез из источников в последующие годы, его политическая ориентация во время междуцарствия неизвестна, но его родственники первоначально поддерживали притязания чешского принца Вацлава с 1301 года, затем Карла I Анжуйского с 1304 года. Миклош Ратот был назван «бароном» (и занимал высокое четвертое место) в сентябре 1308 года при дворе Карла Роберта, когда король восстановил привилегии и права католической церкви в Буде.